# Георгиевка (Пономарёвский район)
Георгиевка—поселок в  Пономарёвском районе Оренбургской области в составе Ключёвского сельсовета.

## География
Находится на расстоянии примерно 22 километра по прямой на восток от районного центра села Пономарёвка. 

## История
Основан в 1920-х годах в рамках стремления местных жителей полностью освоить  земельные ресурсы территории. 

## Население
Постоянное население составляло 45 человек в 2002 году (мордва 96%) ,  26 в 2010 году.